# Sirio Musso
Sirio Musso (Bergamo, 1º ottobre 1907 – 27 aprile 1983) è stato un pittore, illustratore e grafico italiano.
Pittore surrealista attivo a Milano, è ricordato anche per avere curato la grafica di vari periodici tra i quali Il Giorno e ABC.

## Biografia

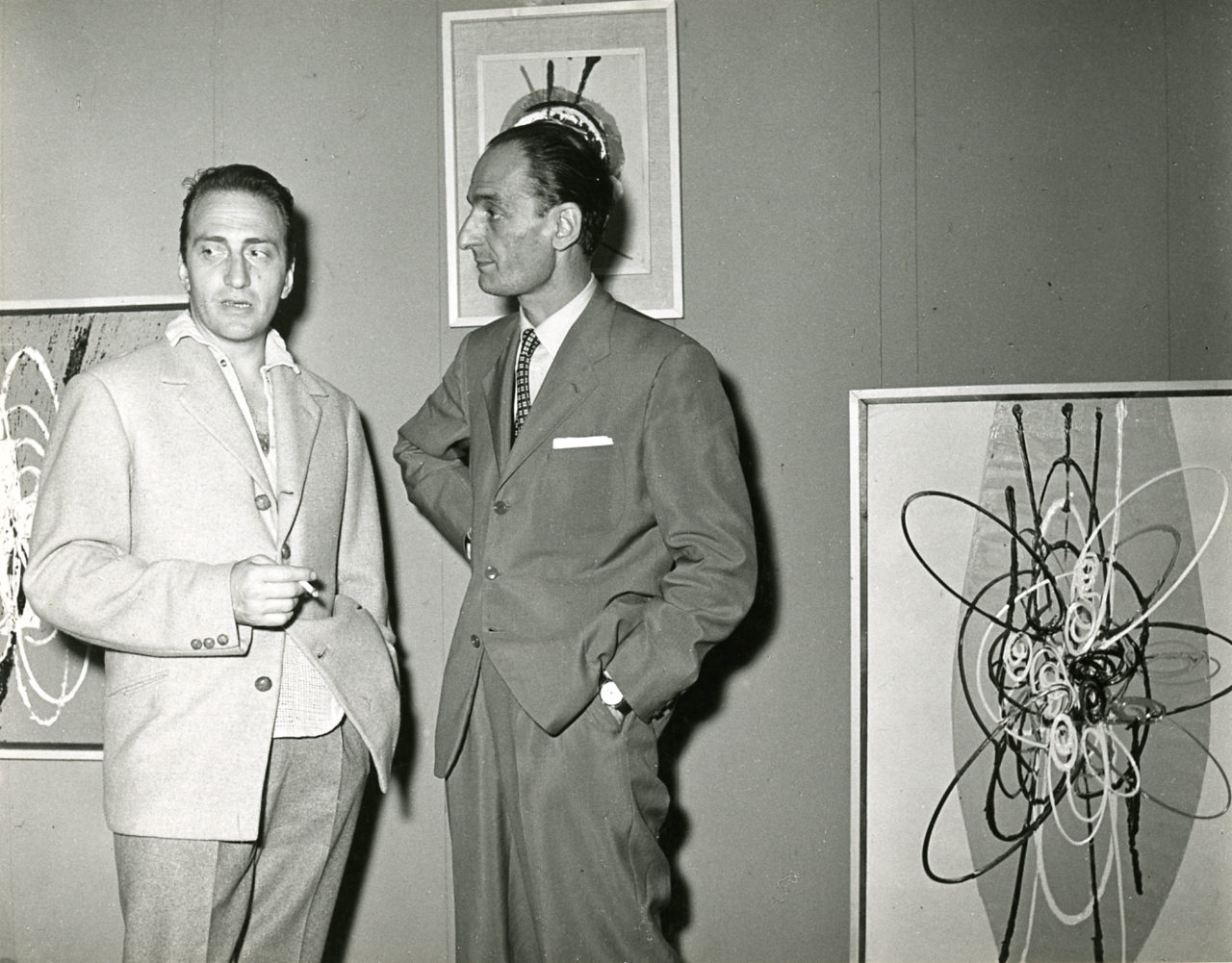
Sirio Musso (a destra) fotografato assieme a Roberto Crippa durante una mostra da Paolo Monti negli anni cinquanta (Fondo Paolo Monti, BEIC)

Nato a Bergamo nel 1907 da una famiglia siciliana, si trasferì a Milano attorno ai vent'anni; lasciò a 24 anni gli studi di elettronica per dedicarsi alla pittura, conducendo una vita da bohémien; visse per un certo periodo anche a Venezia, per poi tornare a Milano. Nel 1935 espose alle Mostre Sindacali. Frequentò il vivace ambiente culturale di Brera. Trovò impiego alla Triennale di Milano e divenne autore di varie opere, affrescando anche la cappella di un istituto religioso.
Fu antifascista e militante comunista. Sposatosi agli inizi della seconda guerra mondiale, lavorò a Tempo Illustrato fino alla fine della guerra, quando passò nel 1945 al neonato Milano Sera, che chiuse nove anni dopo.
Nel 1955-1956 partecipò alla VII Quadriennale nazionale d'arte di Roma.
Fin dalla fondazione nel 1956 lavorò al quotidiano Il Giorno, curando la grafica del supplemento Rotocalco fino al 1960, quando si dimise assieme al fondatore del giornale Gaetano Baldacci per passare come direttore artistico al nuovo settimanale di questo, ABC, per il quale si ispirò alla grafica dei quotidiani popolari britannici.

Opere di Sirio Musso fotografate da Paolo Monti
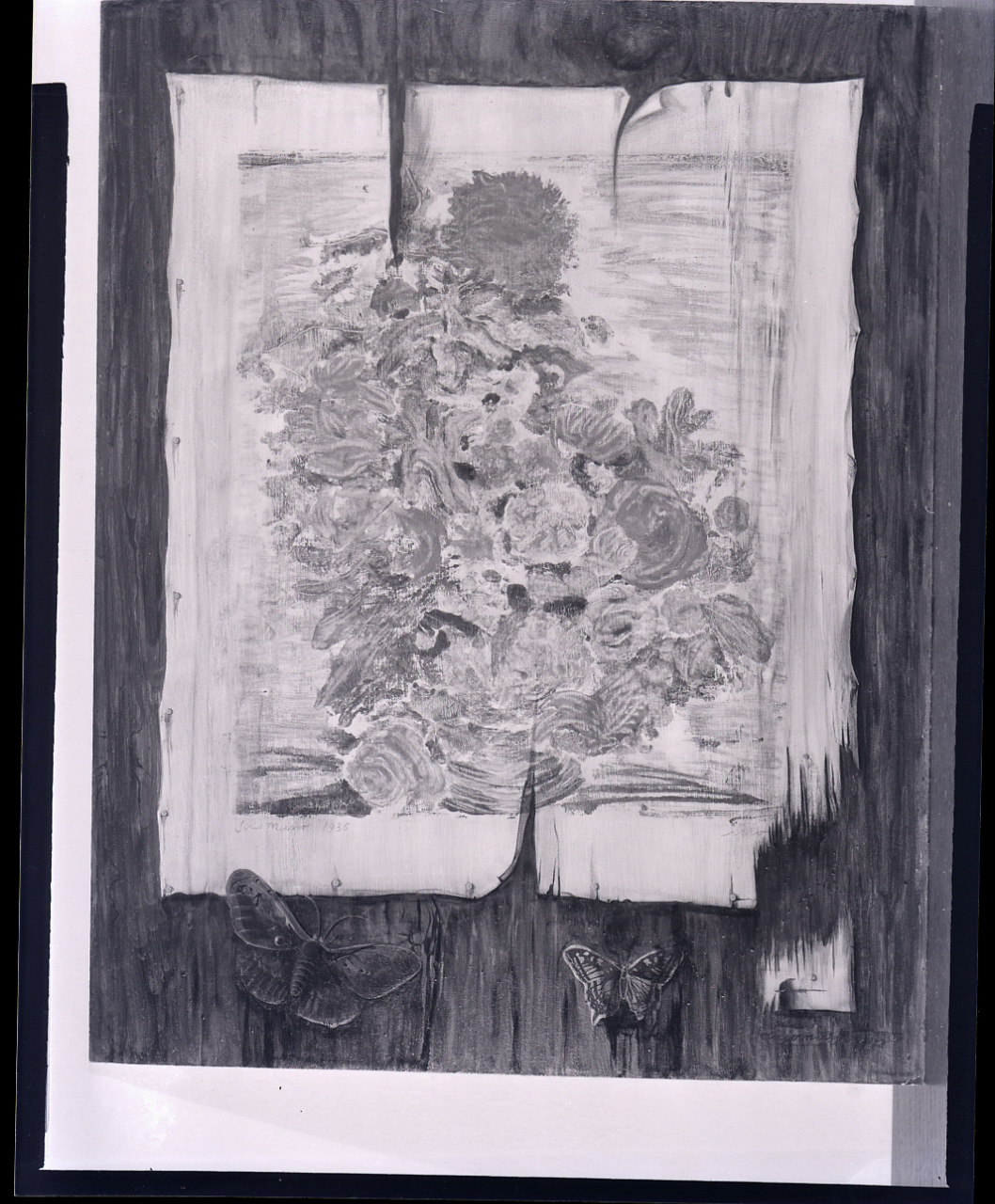
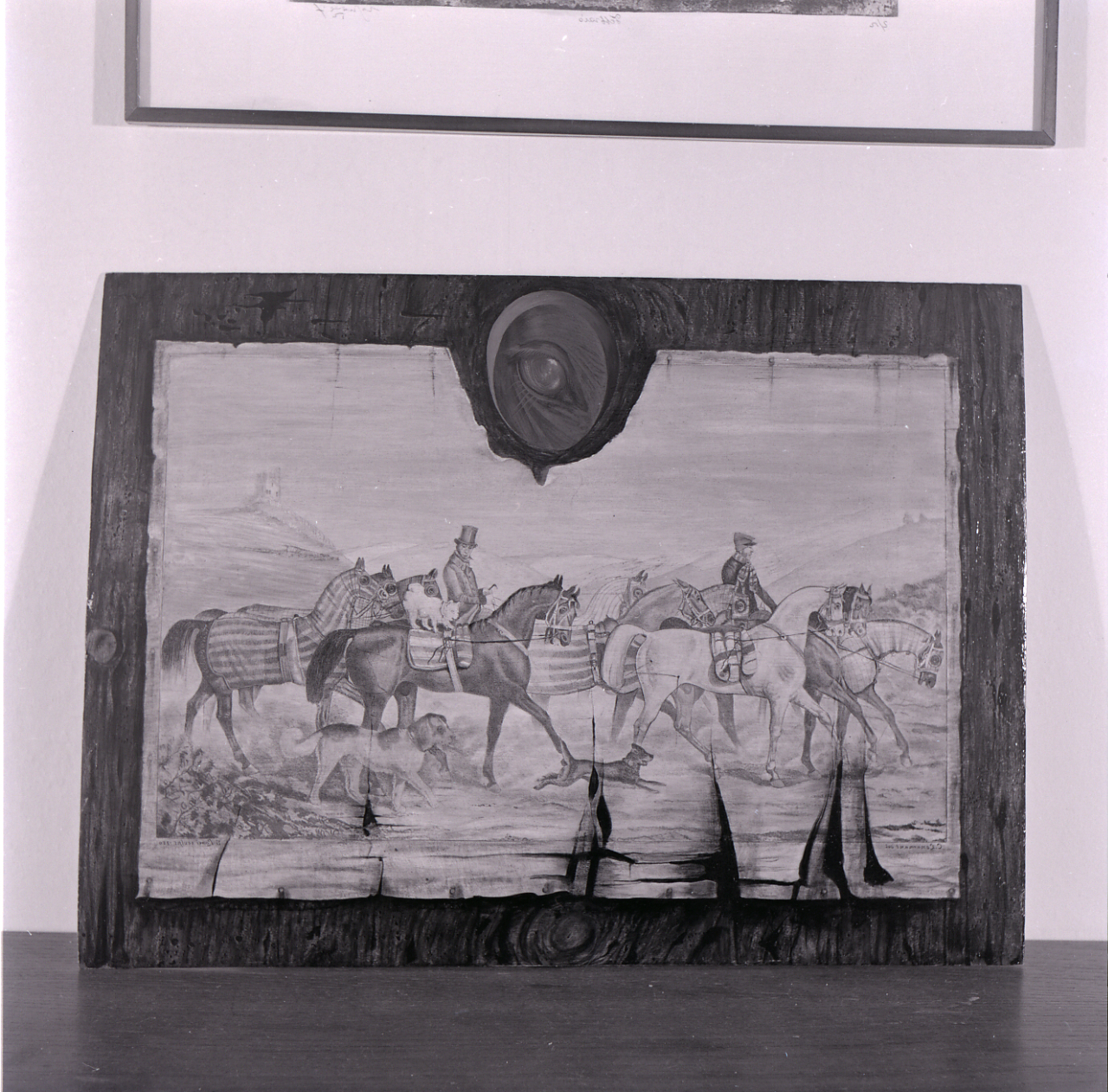
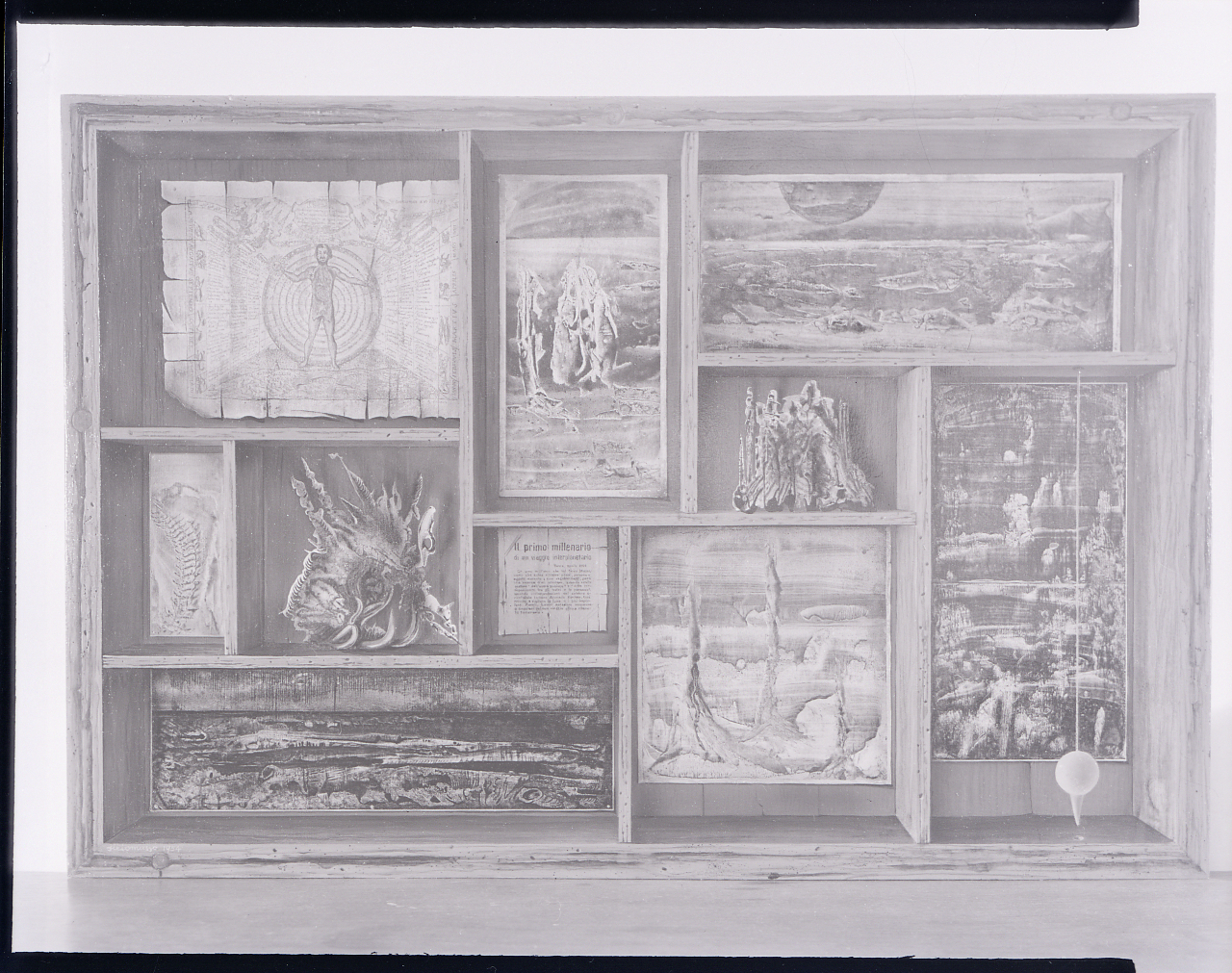